# Hello, I Love You
Hello, I Love You pjesma je američkog rock sastava The Doors. Pjesmu je napisao Jim Morrison još 1965., ali je snimljena i objavljena kao singl 1968. dok je na B strani pjesma "Love Street". Obje pjesme su na trećem albumu sastava Waiting for the Sun. Na nekim singlovima ova pjesma ponekad ima duži naziv "Hello, I Love You, Won't You Tell Me Your Name?". 
Ova pjesma i pjesma "Light My Fire" postali su jedini singlovi sastava koji su bili na Billboard Hot 100. "Hello, I Love You" također je bila uspješana u Velikoj Britaniji, gdje do tada sastav nije imao široku popularnost. Kada je pjesma objavljena čule su se kritike da je vrlo slična pjesmi "All Day and All of the Night" sastava The Kinks no članovi sastava su odlučno zanijekali bilo kakav oblik plagiranja i bili su mišljenja da je sličnost slučajna. 
Pjesma se može čuti u filmu Forrest Gump.